# Zeuss
Zeuss (Christopher Harris; 1 de abril de 1972) es un productor discográfico, mezclador, guitarrista y compositor estadounidense. Es reconocido por haber producido álbumes para artistas y bandas de heavy metal como Rob Zombie, Demon Hunter, Queensrÿche, Municipal Waste, Kataklysm, Chimaira, Suffocation, Hatebreed, Angelus Apatrida, entre otros. 

## Discografía destacada

### Producción/mezcla
- 2021 - Angelus Apatrida - Angelus Apatrida
- 2017 - Six Feet Under - Torment
- 2016 - Rob Zombie - The Electric Warlock Acid Witch Satanic Orgy Celebration Dispenser
- 2015 - Queensrÿche - Condition Hüman
- 2014 - Demon Hunter - Extremist
- 2014 - Earth Crisis - Salvation of Innocents
- 2013 - Rob Zombie - Venomous Rat Regeneration Vendor
- 2012 - Soulfly - Enslaved
- 2010 - Murderdolls - Women and Children Last
- 2009 - Municipal Waste - Massive Aggressive
- 2004 - Shadows Fall - The War Within